# Perry Green
Perry Green är en by i civil parish Much Hadham, i distriktet East Hertfordshire, i grevskapet Hertfordshire i England. Byn är belägen 6 km från Bishop's Stortford. Byn hade 514 invånare år 2021.